# Delia Matache
Pour les articles homonymes, voir Delia (homonymie).
Delia Matache, née le 7 février 1982 à Bucarest, est une chanteuse, actrice et danseuse roumaine et fait partie du jury de l'édition roumaine de l'émission The X Factor. De 1999 à 2003, Matache a été membre du groupe pop N&D, au sein duquel elle s'est fait connaître pour la première fois dans son pays. Entre 1999 et 2003, cinq albums studio et plusieurs singles du duo musical sont sortis. Après avoir quitté le groupe, Matache s'est consacrée à une carrière solo. En 2023, elle compte cinq albums studio, un album live et plus de trente singles en solo.

## Biographie

### Jeunesse
Matache est née le 7 février 1982 à Bucarest, où elle grandit avec un frère aîné et une sœur cadette. Elle est la fille cadette de Gina Matache et Ion Matache. Au début des années 1990, après avoir terminé ses études secondaires dans sa ville natale, elle a fréquenté le Liceul de muzica Dinu Lipatti (école de musique Dinu Lipatti), a pris des cours de piano pendant cinq ans et des cours privés pour apprendre à jouer de la flûte. Matache a ensuite poursuivi ses études à l'Université nationale de musique de Bucarest. Son désir de devenir chanteuse est né après la fin de ses études à l'université. Elle a reçu le soutien de sa mère Gina pour réaliser son rêve de devenir soliste de musique folklorique.

### N&D
En 1999, alors que Matache avait 17 ans, elle forme un groupe avec son camarade de classe Nicolae Marin sous le nom de N&D. Tous deux fréquentaient la même école et venaient d'entrer en onzième année. L'année même où Matache et Morin ont formé le duo, le premier album est sorti sous le titre Altfel, qui a connu un grand succès et s'est placé dans le classement des albums roumains. En 2002, le quatrième album studio Nu vreau să te pierd est sorti ; un an plus tard, le cinquième et dernier album a suivi sous le titre Explosion. Ces deux albums n'ont toutefois pas pu renouer avec le succès des trois premiers. Vers la fin de l'année 2003, Matache et Marin décident de dissoudre le groupe en raison du déclin de son succès. Après la dissolution, tous deux souhaitaient se concentrer sur une carrière d'interprète solo.

### Débuts de carrière solo
Après son départ de N&D, Matache se concentre sur sa carrière solo. La même année, elle annonce l'enregistrement de son premier album studio solo sous le nom de Parfum de fericire. L'album sort le 18 juillet 2003 et contient dix chansons. À l'exception de la chanson Make It Last, toutes les pistes sont chantées par Matache en roumain. La chanson Parfum de fericire, qui a donné son nom à l'album, a été un succès commercial en Roumanie.
Après une pause musicale de quatre ans, Matache sort son deuxième album, Listen Up, le 29 juin 2007, qui a également connu un grand succès en Roumanie et en Moldavie. L'album contient une série de chansons en anglais et en roumain. La chanson Sufletul meu a été créée en collaboration avec DJ Star. Cette chanson et une autre intitulée Secretul Mariei, que Matache a enregistrée avec Smiley, ont été utilisées comme bande originale de la telenovela Secretul Mariei homonyme.
En 2008, Matache participe à l'émission de danse Dansez pentru tine. Elle et son partenaire de danse Ionuț Pavăl ont affronté sept autres couples lors de la cinquième saison. Les bénéfices de l'émission sont reversés à des œuvres caritatives. Lors de la cinquième saison, un garçon de 8 ans de Sibiu avait besoin d'une prothèse de bras. La famille n'a cependant pas pu réunir les fonds nécessaires. Les fonds récoltés par le couple gagnant ont été reversés à la famille de l'enfant,. En septembre 2009, Matache se produit en tête d'affiche du célèbre festival Cerbul de Aur à Brașov. Elle y interprète la chanson I Will Survive, chantée à l'origine par Gloria Gaynor, et obtient dix points au classement pour sa prestation.

### The X FactoretPe aripi de vânt(2011—2015)
Le 15 juin 2012, il a été annoncé que Delia Matache serait chef du jury aux côtés de Dan Bittman et Cheloo à partir de la deuxième saison de X Factor. De nombreux médias l'ont annoncé après la dissolution du jury initial, composé d'Adrian Sînă, de Paula Seling et de Mihai Morar. Matache a été mentor pour les groupes de musique lors de la deuxième saison et pour les candidats âgés de plus de 20 ans lors de la troisième saison. À la fin de la troisième saison, le candidat de Matache, Florin Ristei, est sorti vainqueur le 22 décembre 2013. Bittman et Cheloo ont été remplacés par Horia Brenciu et Ștefan Bănică Junior à l'issue de la troisième saison ; Matache est restée membre du jury.
À partir de la quatrième saison, diffusée du 19 septembre au 26 décembre 2014, elle a été mentor pour les groupes de l'émission, tandis que Brenciu était responsable des moins de 20 ans et que Bănică était mentor pour les candidats de plus de 20 ans. Dans la cinquième saison, Matache était mentor pour les candidats masculins ; le gagnant de la saison était Florin Răduță de la catégorie des « moins de 20 ans » de Bănică. Elle a été mentor pour les garçons lors de la sixième saison et pour les filles lors de la septième. À partir de la huitième saison, diffusée du 26 août au 23 décembre 2018, une candidate de Matache, Bella Santiago, a de nouveau remporté l'émission. Le 12 juin 2020, Matache et de nombreux médias annoncent qu'elle serait à nouveau présente dans l'émission en tant que jurée et mentor pour la neuvième saison. La première de la nouvelle saison a eu lieu le 11 septembre 2020.

### DeliriaetLive(2016—2017)

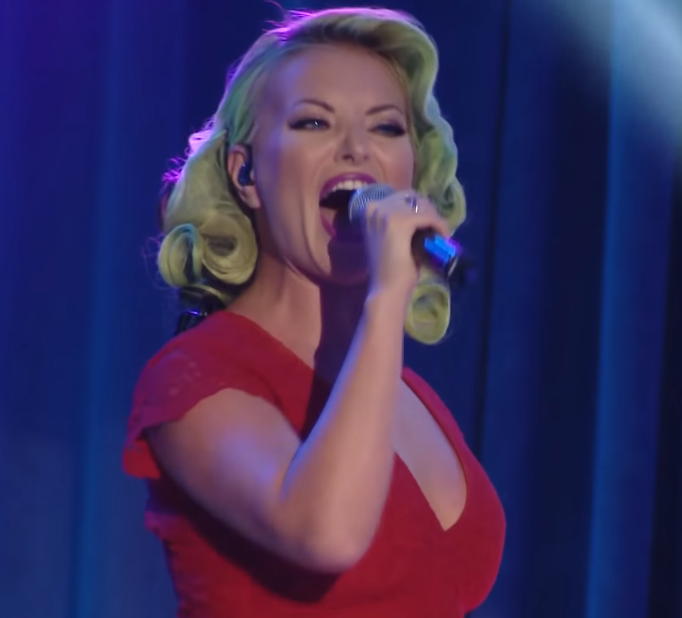
Matache en 2016.

Lors d'un concert à Bucarest les 2 et 3 avril 2016, Matache présente son nouvel et quatrième album studio Deliria. L'événement, intitulé Welcome to Deliria, a été organisé à la Sala Palatului de la capitale roumaine et dirigé par Adrian Tapciuc. Après sa sortie, l'album a reçu des critiques majoritairement positives. Comme moyen de création musicale, Matache a eu recours au pop rock, à la dance-pop et au soft rock. Il contient en tout douze chansons, dont une version intro et une version outro, ainsi que trois collaborations avec Carla's Dreams, Taxi et Deepcentral. Certaines des chansons étaient déjà sorties en singles auparavant, notamment Da, mamă, Gura ta, Cine m-a făcut om mare et Ce are ea ? Les quatre chansons se sont classées dans le top 10 roumain. Cine m-a făcut om mare est resté deux semaines à la sixième place du hit-parade. En 2017, la chanteuse a reçu un Radio Romanian Music Award dans la catégorie du meilleur album, ainsi que deux autres pour la chanson
Gura ta dans les catégories « meilleur groupe/duo » et « musique pop ». Elle a également été nommée pour d'autres prix dans différentes catégories.

### Acadele,7et autres (depuis 2018)
Le 5 novembre 2018, Matache sort le single Acadele sous le label Cat Music, après que le clip de la chanson soit apparu un jour plus tôt sur la plateforme vidéo YouTube. Il a été produit par Alex Cotoi qui, outre Matache, a également participé à la création des paroles de la chanson. Les critiques ont jugé Acadele comme une chanson trap typique, dans laquelle Matache s'essaie pour la première fois au rap et qui se distingue nettement de ses interprétations précédentes. Au sein de la chanson, elle aborde entre autres l'autonomisation des femmes et la communauté LGBT en Roumanie et fait référence au référendum constitutionnel de 2018, dans lequel des citoyens s'opposent à la légalisation du Mariage de même sexe.
Au printemps 2019, Rămâi, deuxième single après Acadele, sort du prochain album de Matache, 7. Rămâi est resté une semaine à la 10e place du top 10 roumain, avant d'atteindre une position plus élevée dans les charts une semaine plus tard. Entre juin 2019 et janvier 2020, elle a publié une série d'autres chansons, dont Vreau la țară, Du-te-mă, Trăiește frumos et Despablito. Tous ces extraits ont fait leur entrée dans les hit-parades roumains et sont restés plusieurs semaines en tête des classements. Le dernier single sorti fut Să-mi cânți, qui s'est hissé à la 10e place pendant une semaine. Après de nombreuses annonces, son sixième album studio 7 est sorti le 11 février 2020 ; d'abord sur Spotify et Deezer.
En avril 2020, Matache sort le single Cum era, réalisé en collaboration avec le chanteur Nane. Un autre single, la collaboration Ne vedem noi avec le chanteur Smiley, sort en octobre. Ne vedem noi atteint la 9e place du top 10 roumain pendant une semaine. En juin et octobre sont sortis les singles Racheta et Între noi. Racheta ainsi que le clip ont étonné les fans d'une part par un mélange de NFT, d'autre part par la mélodie légèrement mélancolique
Le 28 mai 2022, Matache sort une reprise de OTZL GLTZ, qu'elle a dédiée sous forme de ballade rock au club de football Oțelul Galați. La chanson a reçu des critiques positives et a été très bien accueillie par les fans. Sur la plateforme YouTube, la chanson a enregistré plus d'un million de vues quelques jours après sa sortie.

## Discographie

### Albums studio
- 2003 : Parfum de fericire (Cat Music)
- 2006 	: Listen Up! (Cat Music)
- 2015 : Pe aripi de vânt (Cat Music)
- 2016 : Deliria (Cat Music)
- 2020 : 7 (Global Records)

## Distinctions
| Récompenses                      | Année | Catégorie              | Titre nommé             | Résultat   | Ref.   |
| -------------------------------- | ----- | ---------------------- | ----------------------- | ---------- | ------ |
| Media Music Awards               | 2015  | Delia                  | Meilleure chanteuse     | Lauréat    | [ 15 ] |
| Media Music Awards               | 2015  | Pe aripi de vânt       | Meilleure chanson       | Lauréat    | [ 15 ] |
| Media Music Awards               | 2015  | Pe aripi de vânt       | Meilleure collaboration | Lauréat    | [ 15 ] |
| Media Music Awards               | 2015  | Pe aripi de vânt       | Meilleure vidéo         | Lauréat    | [ 15 ] |
| Media Music Awards               | 2015  | Pe aripi de vânt       | Media Forest Award      | Lauréat    | [ 15 ] |
| Media Music Awards               | 2015  | Pe aripi de vânt       | Meilleure chanson pop   | Lauréat    | [ 15 ] |
| Media Music Awards               | 2015  | Pe aripi de vânt       | Meilleur clip YouTube   | Lauréat    | [ 15 ] |
| Media Music Awards               | 2016  | Gura ta                | Meilleure collaboration | Lauréat    | [ 16 ] |
| Media Music Awards               | 2017  | Delia                  | Meilleure chanteuse     | Lauréat    | [ 17 ] |
| MTV Romania Music Awards         | 2004  | Ce vor de la mine      | Meilleure chanteuse     | Nomination | [ 18 ] |
| MTV Romania Music Awards         | 2005  | Parfum de fericire     | Meilleure chanteuse     | Nomination | [ 19 ] |
| MTV Romania Music Awards         | 2006  | Delia                  | Meilleure chanteuse     | Nomination | [ 20 ] |
| Romanian Music Awards            | 2012  | Dale                   | Meilleure chanteuse     | Nomination | [ 21 ] |
| Romanian Music Awards            | 2014  | Ipotecat               | Meilleure chanteuse     | Nomination | [ 22 ] |
| Romanian Music Awards            | 2014  | Ipotecat               | Meilleure chanson       | Nomination | [ 22 ] |
| Radio România Actualități Awards | 2015  | Delia                  | Meilleure chanteuse     | Lauréat    | ,      |
| Radio România Actualități Awards | 2015  | Delia                  | Meilleur artiste        | Nomination | ,      |
| Radio România Actualități Awards | 2015  | Pe aripi de vânt       | Meilleure chanson       | Lauréat    | ,      |
| Radio România Actualități Awards | 2015  | Pe aripi de vânt       | Meilleure chanson pop   | Nomination | ,      |
| Radio România Actualități Awards | 2016  | Inimi desenate         | Meilleure chanson       | Lauréat    | ,      |
| Radio România Actualități Awards | 2016  | Inimi desenate         | Big Like                | Lauréat    | ,      |
| Radio România Actualități Awards | 2016  | Delia                  | Meilleur artiste        | Lauréat    | ,      |
| Radio România Actualități Awards | 2016  | Delia                  | Meilleure chanteuse     | Nomination | ,      |
| Radio România Actualități Awards | 2017  | Gura ta                | Meilleure chanson       | Nomination | [ 27 ] |
| Radio România Actualități Awards | 2017  | Gura ta                | Meilleur groupe/duo     | Lauréat    | [ 27 ] |
| Radio România Actualități Awards | 2017  | Gura ta                | Meilleure chanson pop   | Lauréat    | [ 27 ] |
| Radio România Actualități Awards | 2017  | Ce are ea              | Meilleure chanson pop   | Nomination | [ 27 ] |
| Radio România Actualități Awards | 2017  | Ce are ea              | Meilleur clip           | Nomination | [ 27 ] |
| Radio România Actualități Awards | 2017  | Cine m-a făcut om mare | Meilleur message        | Nomination | [ 27 ] |
| Radio România Actualități Awards | 2017  | Delia                  | Meilleure chanteuse     | Nomination | [ 27 ] |
| Radio România Actualități Awards | 2017  | Delia                  | Meilleur artiste        | Nomination | [ 27 ] |
| Radio România Actualități Awards | 2017  | Deliria                | Meilleur album          | Lauréat    | [ 27 ] |
| Radio România Actualități Awards | 2018  | Weekend                | Meilleure chanson       | Nomination | [ 28 ] |